# Heteractis magnifica
Conhecida como anêmona magnifica, anêmona ritteri ou anêmona gigante do Indo-Pacífico (Heteractis magnifica) é uma espécie de anêmona da família Stichodactylidae. Geralmente são encontradas fazendo simbiose com peixes palhaço (Amphiprininae) e dascyllus dominó (Dascyllus trimaculatus).
No aquarismo marinho a espécie é conhecida como "A verdadeira anêmona" pois tem uma facilidade de fazer simbiose.

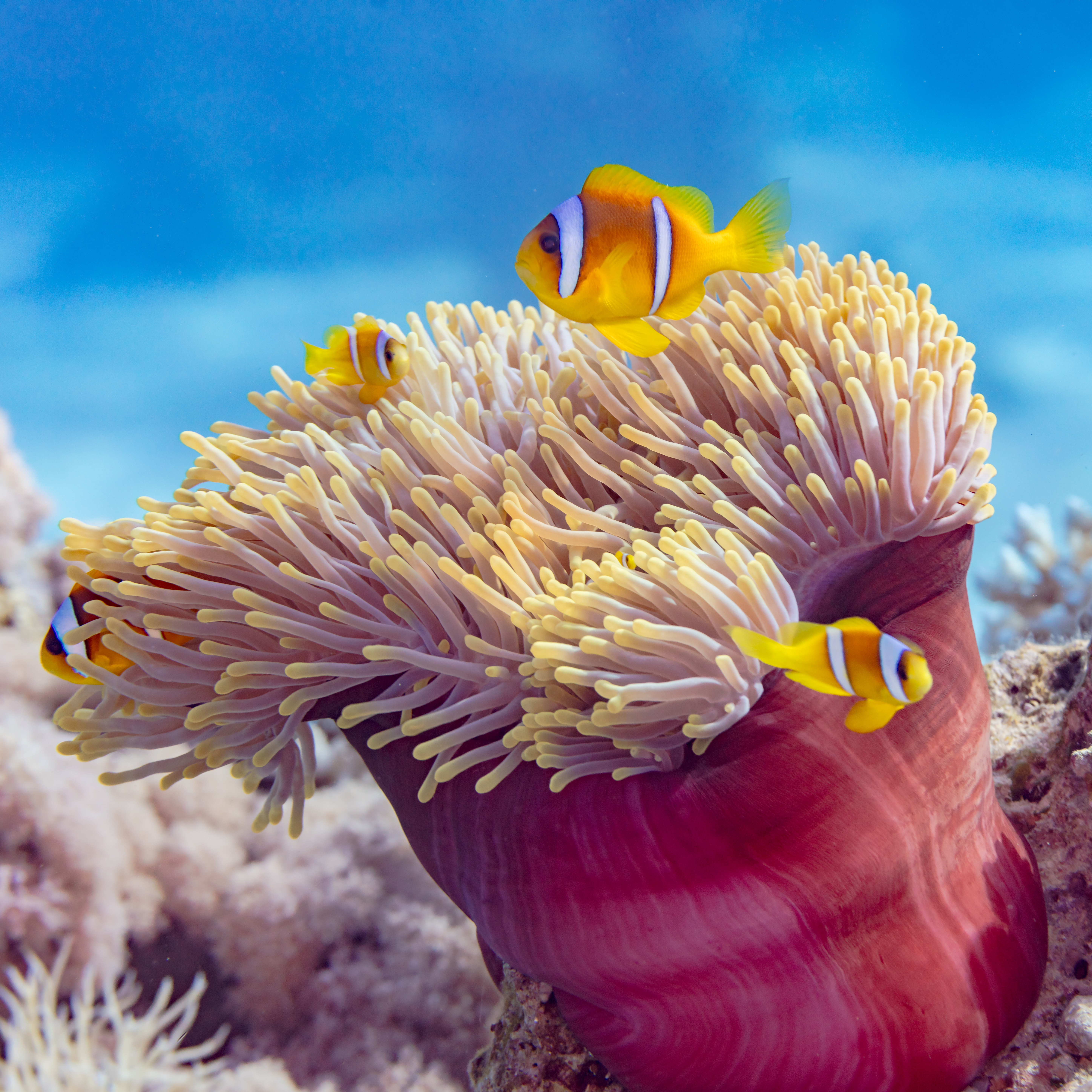
Peixe-palhaço em uma anêmona Heteractis magnifica